# کاواراتی
کاواراتی (انگلیسی: Kavaratti) یک جزیره در بخش لاکشادویپ، هند در دریای عرب است.
این جزیره دارای ۳٫۹۳ کیلومتر مربع مساحت، ۵ کیلومتر طول، ۱٫۵ کیلومتر عرض و ۱۱٬۴۷۳ نفر جمعیت می‌باشد.

## نگارخانه

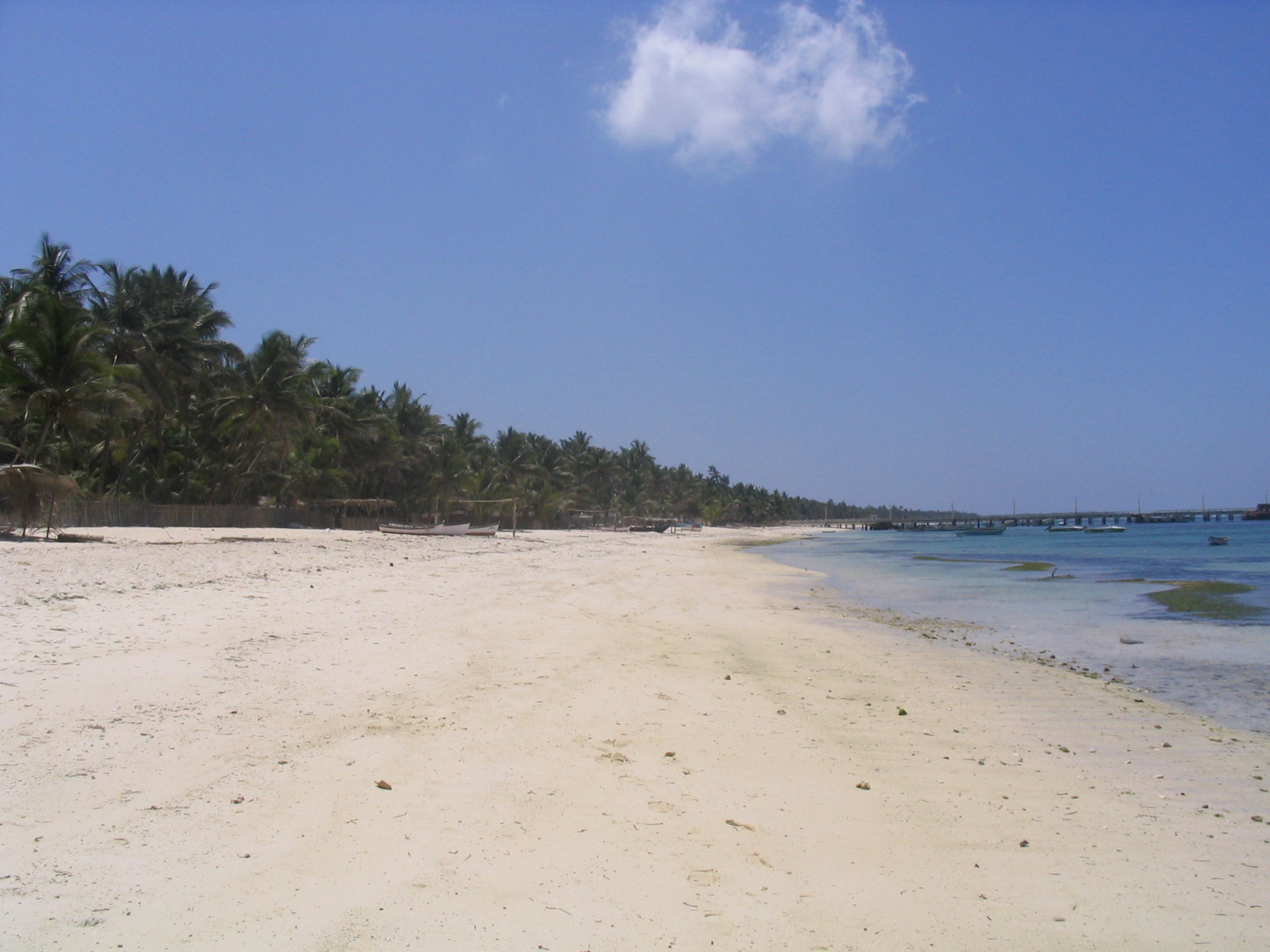
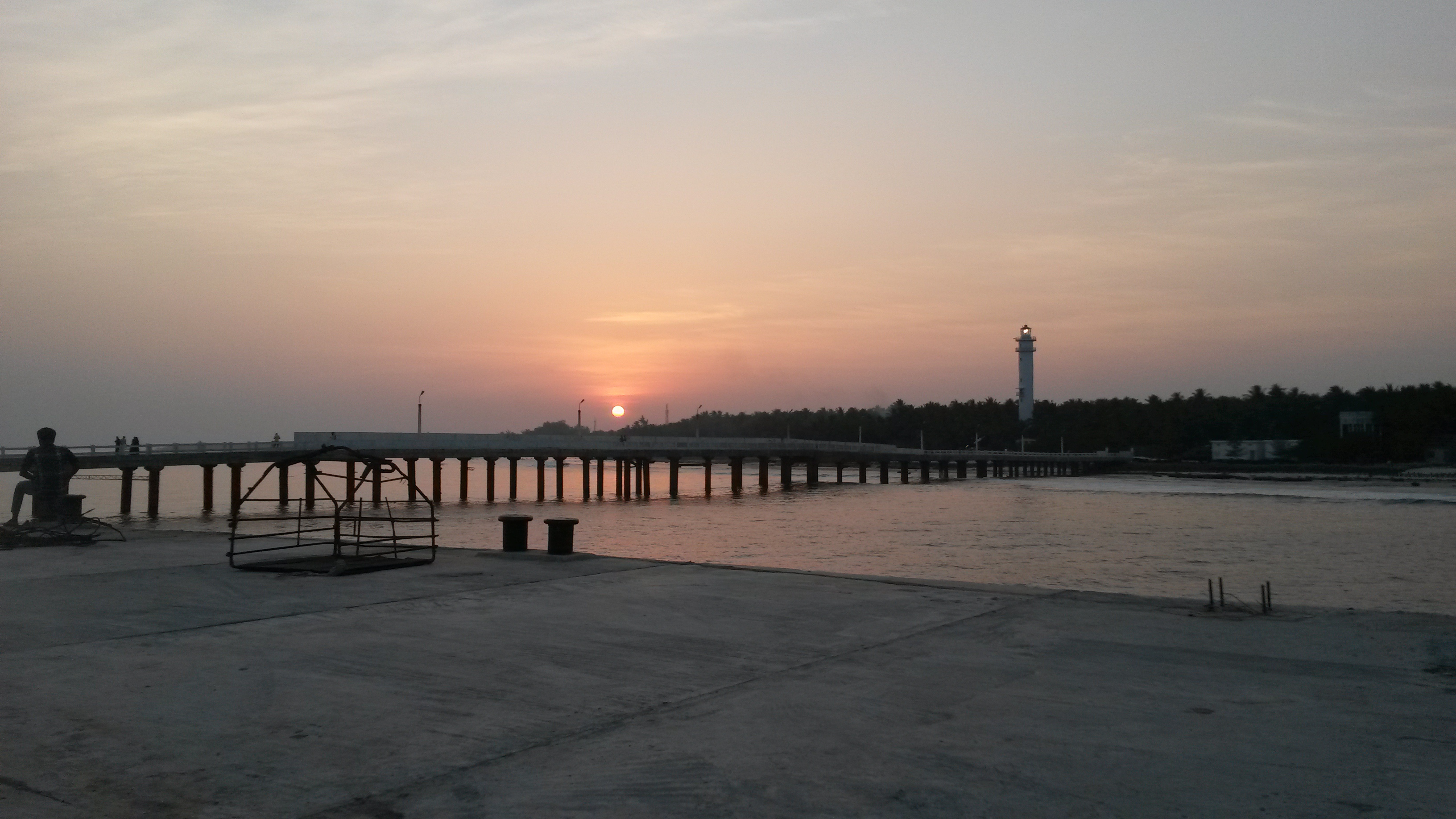
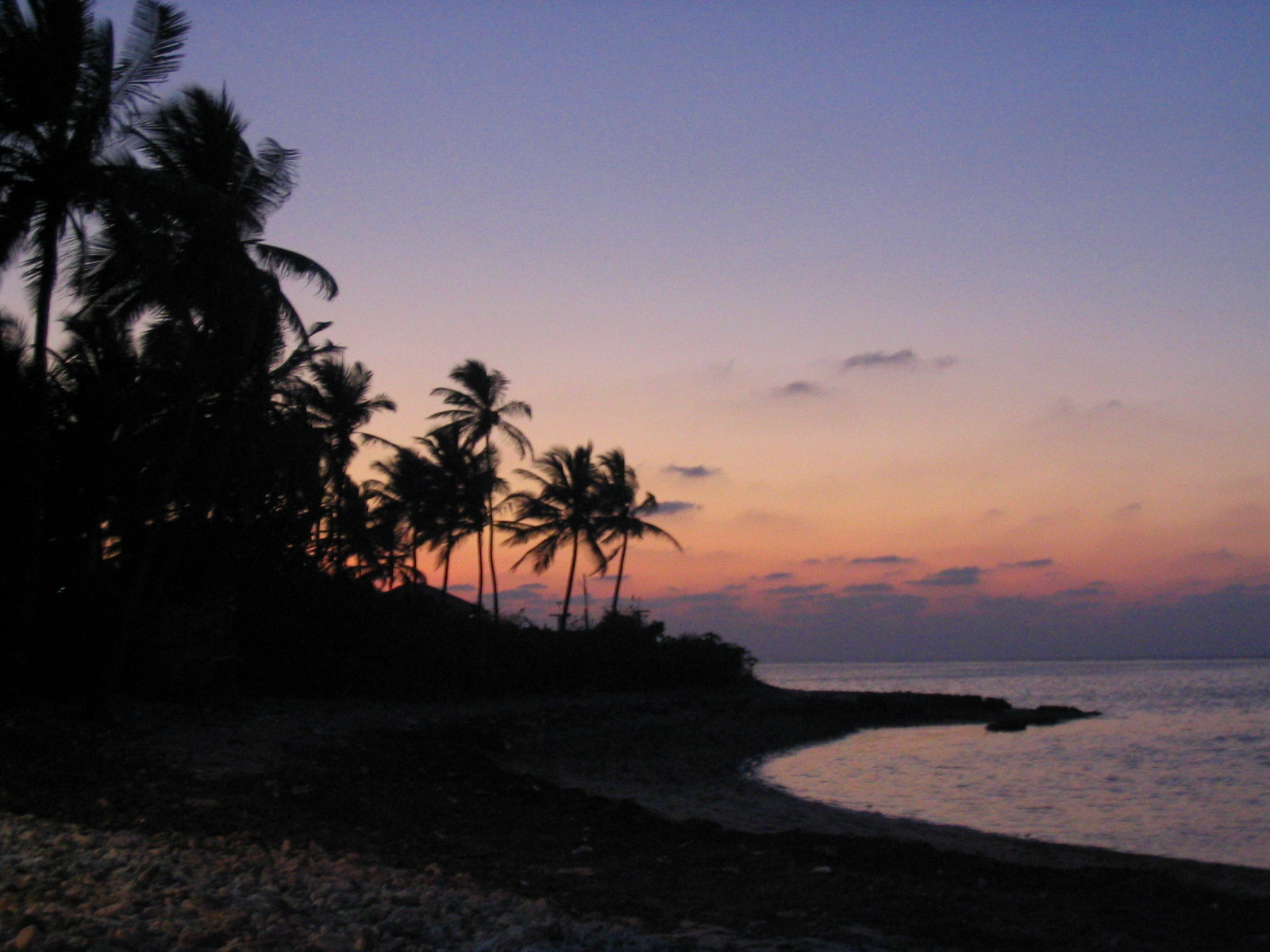
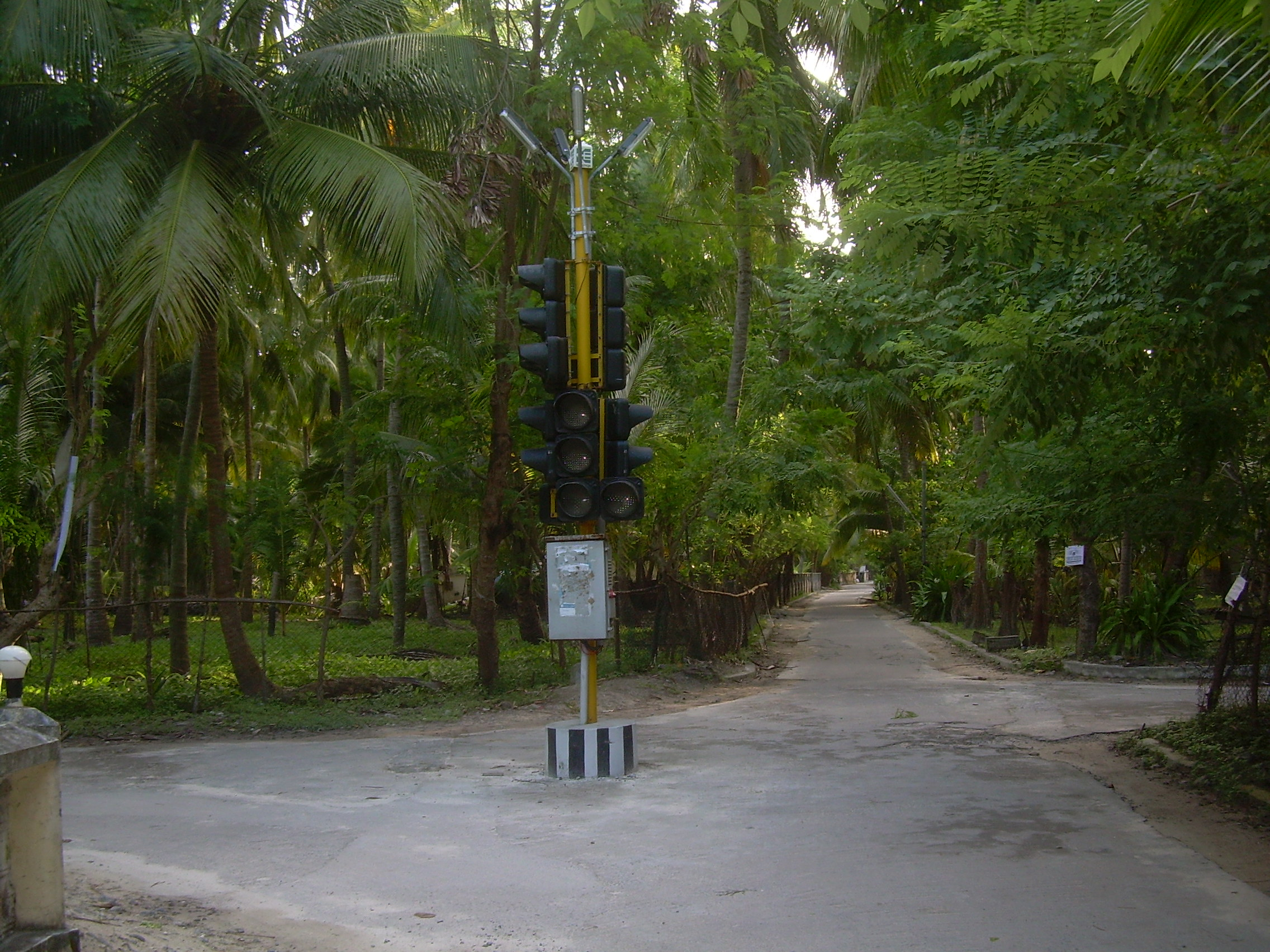